# Kempelen Győző
Kempelen Győző Rudolf Lajos (Pozsony, 1829. július 1. – Pest, 1865. április 6.) gimnáziumi tanár, hírlapíró. Tóth Riza férje.

## Pályája
Kempelen Lajos és báró Wittorff Franciska fia. Iskoláit szülőhelyén végezte, ott lett tanító. 21 éves korában tűnt föl mint a Pesti Napló munkatársa. 1851 novemberében feleségül vette Tóth Riza írónőt. 1857–1858-ban a jászberényi gimnáziumban volt tanár. Miután nejét elvesztette, 1859. május 1-jén megindította és 1861. március 21-ig szerkesztette a Szegedi Híradót. Részt vett a közéletben, ugyanitt néhány tanügyi munkát adott ki. Szeged alkotmányos tiszti főjegyzője, Csongrád vármegye tiszteletbeli aljegyzője volt. Lapjával az alkotmányos eszméket szolgálta, de miután a politikába avatkozott, 1860. szeptember 7-én elfogták és Josefstadtba vitték. Szeged város közbenjárására kiengedték, október 26-án a fővárosba érkezett. 1861-től 1865-ig a Hon belső munkatársa volt. Pesten, szívbajban halt meg.

## Költeményei és cikkei
A Hölgyfutárban (1851. költ., 1853. A Korz család, Dumas után ford., 1854. Szegedi mozaik, 1862. Tanuljunk a galamboktól, 1864. A pesti hölgyek bazárja, Hollán Ernőné, Békássy Antonia); a M. Sajtóban (1858. 82. sz. A külföld irodalmi termékei s a magyar irodalom, 1861. 36. sz. szini kritikák, 1862. 175. Hollósy Kornelia bucsúja a nemzeti színháztól júl. 29.); a Szegedi Hiradóban (1859. 18-70. sz. Magyar önkéntesek, regény, 39. sz. Népujsága, 50., 53. sz. Kazinczy-ünnepély Szegeden, 59., 60., 62. sz. Laczikonyha és a tápéi rét sat.); a Hazánkban (II. 1860. Jászság a török foglalá idejében 1565-1685), a M. Gazdában (1860. 5., 6., 35., 36. sz. A csongrádmegyei gazdasági egylet alapszabályai), a Gazdasági Lapokban (1861. 11. sz. A csongrádmegyei gazdasági egylet), a Honban (1861-62. a lap belföldi s ujdonsági rovatát vezette); az Anyák Hetilapjában (1861. beszély, Nőirodalmunk); a Divatcsarnokban (1861. Egy kis kirándulás); az Uj Nemzedékben (1862. 4. sz. Az irodalmi csoportosulás szüksége); a Vasárnapi Ujságban (1862. A pestiek kirándulása Triestbe, Az adelsbergi barlang), az Aradban (1863. 1-5., 8. sz. A lengyelek felkelése 1863-ban), programm értekezése a jászberényi gymnasium Értesítőjében (1858. Jászságban a törökök, korrajz). A Magyar Gazdasszonyok Hetilapjának (1863-65) főmunkatársa volt.

## Munkái
- Utmutatás a hangoztatás útjáni olvasás-tanításhoz. Gartner Ferencz módszerét használva, a magyar néptanodák második osztálya számára. Szeged, 1857. (2. kiadás. Uo. 1858.)
- Magyar nyelvtani gyakorlókönyv. Gartner Ferencz... módszerét használva, a magyar néptanodák második osztálya számára, segédkönyvül az első nyelvgyakorló és olvasókönyvhez tanítóknak és tanulóknak. Uo. 1858. (2. átdolg. és jav. kiadás. Uo. 1859.)
- Magyar helyesírás. Nyilvános és magántanodák számára. I. Helyesírás. II. Iráspontozás. Pest, 1859. (Haas Mihály cs. kir. iskolatanácsos előszavával.)
- Utmutatás a honisme gyakorlati előadására. Néptanodai oktatók számára Görbrich Ferencz után ford. és eredeti gyakorlati függelékkel ellátta. Szeged, 1859
- A Kazinczy-ünnep Magyarországon 1859-ben. Uo. 1860
- A magyar nyelv gyakorlati tanfolyama. Kellner Lajos módszere után. Uo. 1860-62. Négy kötet. (Preszner Jánossal együtt.)
- Néptanodai oktatástan, gondolattöredékekben. Tanoda-igazgatók, neveők, szülők és nevelés-barátokszámára. Kellner után. Szeged, 1860
- 7 hét Jósefstadtban. Átélte és irta. Szeged, 1861 Online
- Herostratiodák. Felelet Aristidesnek az „Önbirálat”-ra és „Polgárosodás”-ra. Pest, 1863
- Magyar hölgyek arczképcsarnoka. 12 acélmetszettel. Uo. 1864. (Kiadja Pataki József műintézete.)
- Két úr.  Regény. Uo. 1865. Négy kötet.
- Kempelen Győző munkái. Kempelen Tóth Riza egy beszélyével. Uo. 1865. Két kötet. (A jövedelem a szerző síremlékére fordíttatik. I. Magyar önkénytesek, regény, II. Szomorú Bálint, A grófnő Kempelen Rizától, Gertrud.)

### Színművei
- A szerelem mindenhatósága. Vígjáték, 3 felvonásban. 1861
- Szép Mara. Népszínmű 3 felvonásban. Első előadása a Budai Népszínházban: 1861. január 12.
- A furfangos tót legény és a nótás leány. Népszínmű 4 felvonásban. Első előadása a Budai Népszínházban: 1862. június 9.
- Légyott. Vígjáték, 1 felvonásban. Első előadása a Budai Népszínházban: 1862. július 26.